# Лопеш, Ошкар
Ошкар Лопеш (порт. Óscar Lopes; 2 октября 1917, Матозиньюш — 22 марта 2013, там же) — португальский филолог, лингвист, литературный критик, историк португальской литературы, педагог, специалист в области романистики и португалистики; профессор. Политик.

## Биография
Изучал классическую филологию на факультете искусств Лиссабонского университета, а также историю и философию в Коимбрском университете.
С 1941 по 1974 год учительствовал в средних школах, в 1974—1987 годах входил в преподавательский состав Университета Порту, где с 1975 года занимал кафедру португальского языка, работал проректором университета и заведующим факультета литературы (1975—1977).
Занимался политической деятельностью. Был участником Национального антифашистского движения единства, Движения демократического единства. Член Португальской коммунистической партии с 1945 года, в 1976—1996 годах — член ЦК КП Португалии. Повергался гонениям со стороны властей, дважды задерживался за активную оппозиционную деятельность режиму Салазара с отстранением от преподавательской деятельности.
О. Лопеш был президентом Португальской ассоциации писателей (Associação Portuguesa de Escritores), входил в состав жюри по присуждению литературных премий. Обладал разносторонним образованием в областях лингвистики, музыковедения, истории, философии и литературы
В 1990 году стал доктором Honoris Causa Лиссабонского университета.

## Научная деятельность
Автор десятков работ в области литературы и лингвистики.
В соавторстве с Антониу Жозе Сарайвой, с которым познакомился во время университетской педагогической практики ещё в 1940 году, написал фундаментальный труд по истории португальской литературы, выдержавший уже 17 изданий. Работа была начата в 1953 году, а её первое издание вышло в свет в 1955 году. Также совместно с А. Ж. Сарайвой издал «Историю английской литературы».
Как литературный критик сотрудничал с несколькими газетами и журналами.
Его «Португальская символическая грамматика» (Gramática Simbólica do Português), изданная в 1971 году и переизданная в 1972 году, внесла большой вклад в развитие современного португальского языка.
В 1976 году был инициатором создания Лингвистического центра Университета Порту, где он преподавал ряд дисциплин в области лингвистики, первой из которых была вычислительная математическая лингвистика.

## Издания
- Saraiva A. J., Lopes Ó. História da Literatura Portuguesa :  [порт.] / António José Saraiva, Óscar Lopes. — 13ª ed. corrigida e actualizada. — Porto : Porto Editora, 1985. — 1218 p.

## Награды
- Большой Крест португальского ордена Народного образования (1989)
- Большой крест португальского Ордена Свободы (2006)
- Премия Пен-клуба Португалии (1996)
- Литературная премия Ассоциации португальских писателей (2000)
- Доктор Honoris Causa Лиссабонского университета.